# Jorien ter Mors
Jorien ter Mors, född 21 december 1989 i Enschede i Nederländerna, är en nederländsk skridskoåkare.
Hon tog OS-guld på damernas 1 500 meter i samband med de olympiska skridskotävlingarna 2014 i Sotji.